# Thelypteris nudata
Thelypteris nudata là một loài thực vật có mạch trong họ Thelypteridaceae. Loài này được (Roxb.) C.V. Morton miêu tả khoa học đầu tiên năm 1974.